# Viola sempervirens
Viola sempervirens är en violväxtart som beskrevs av Edward Lee Greene. Viola sempervirens ingår i släktet violer, och familjen violväxter. Inga underarter finns listade i Catalogue of Life.

## Bildgalleri

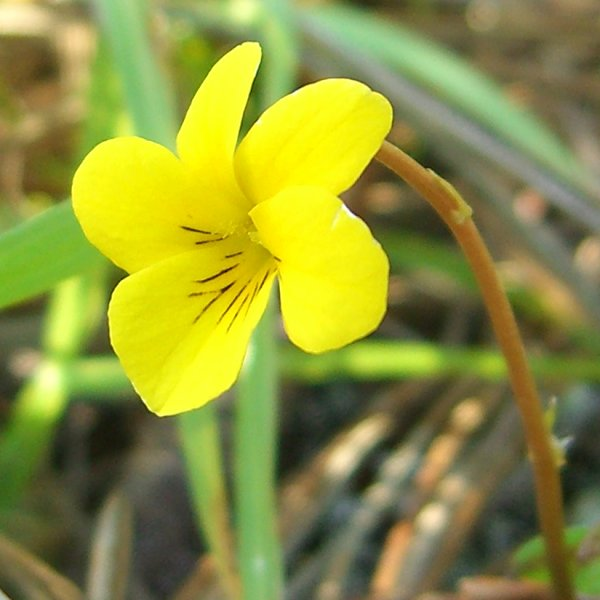
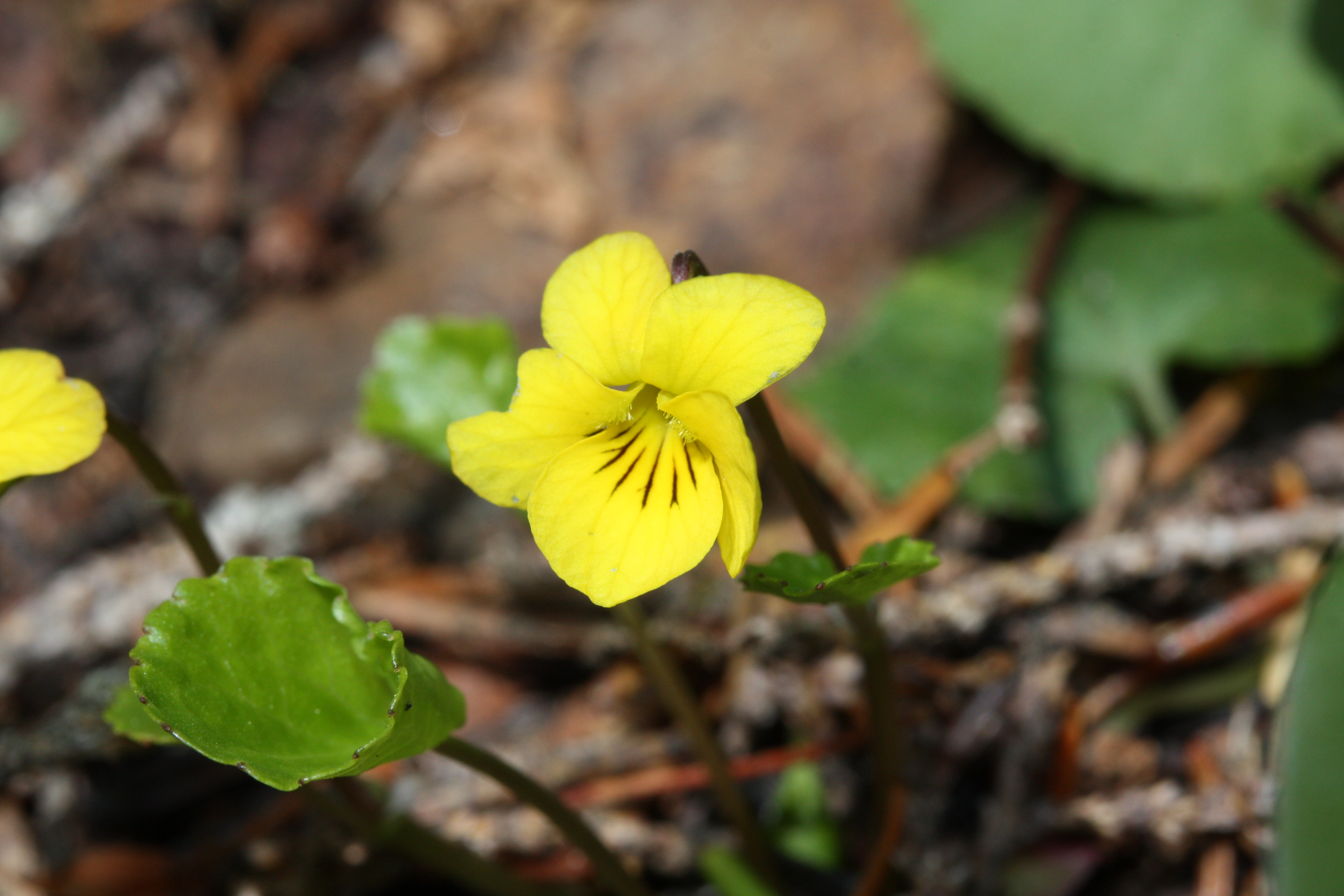
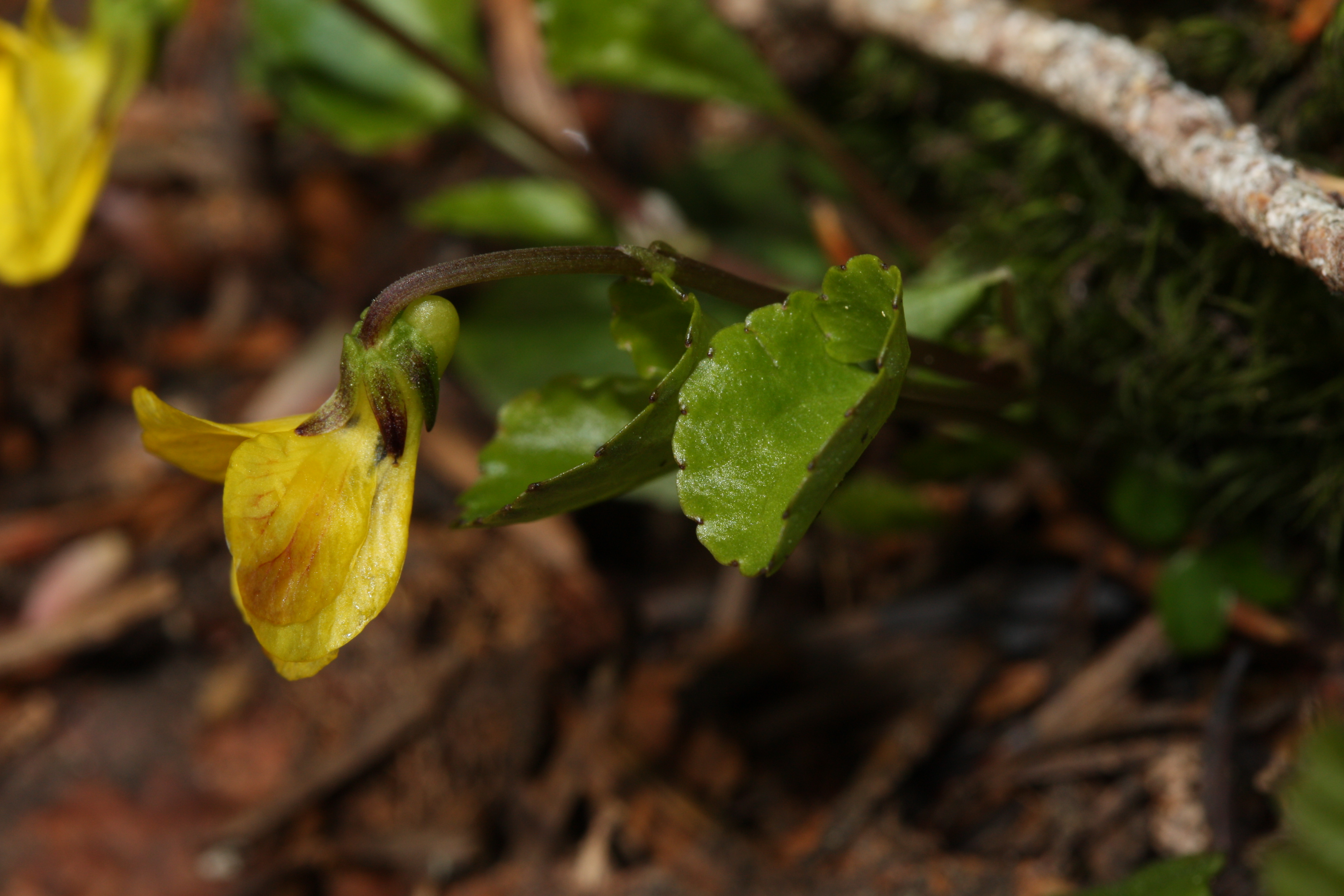
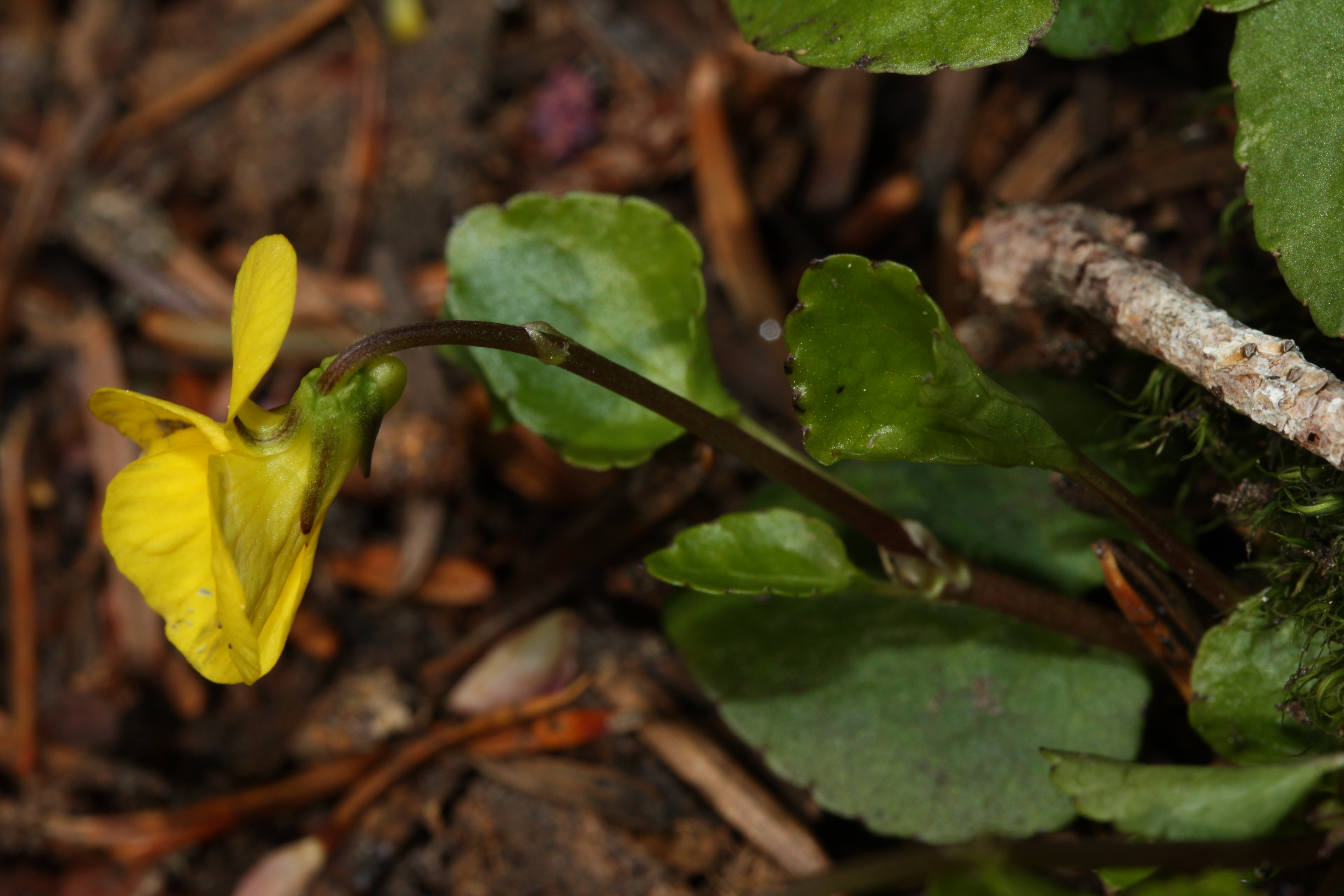
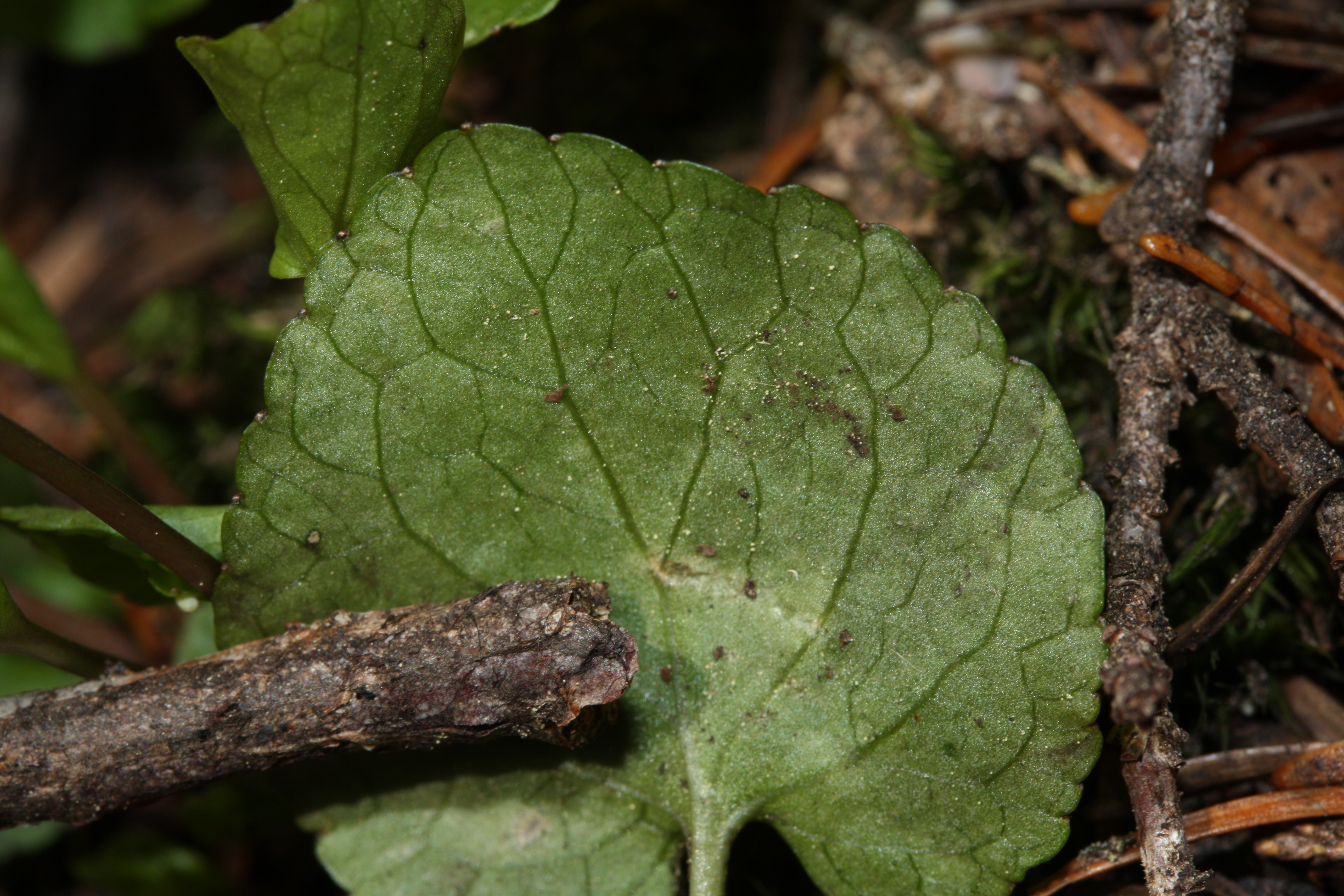
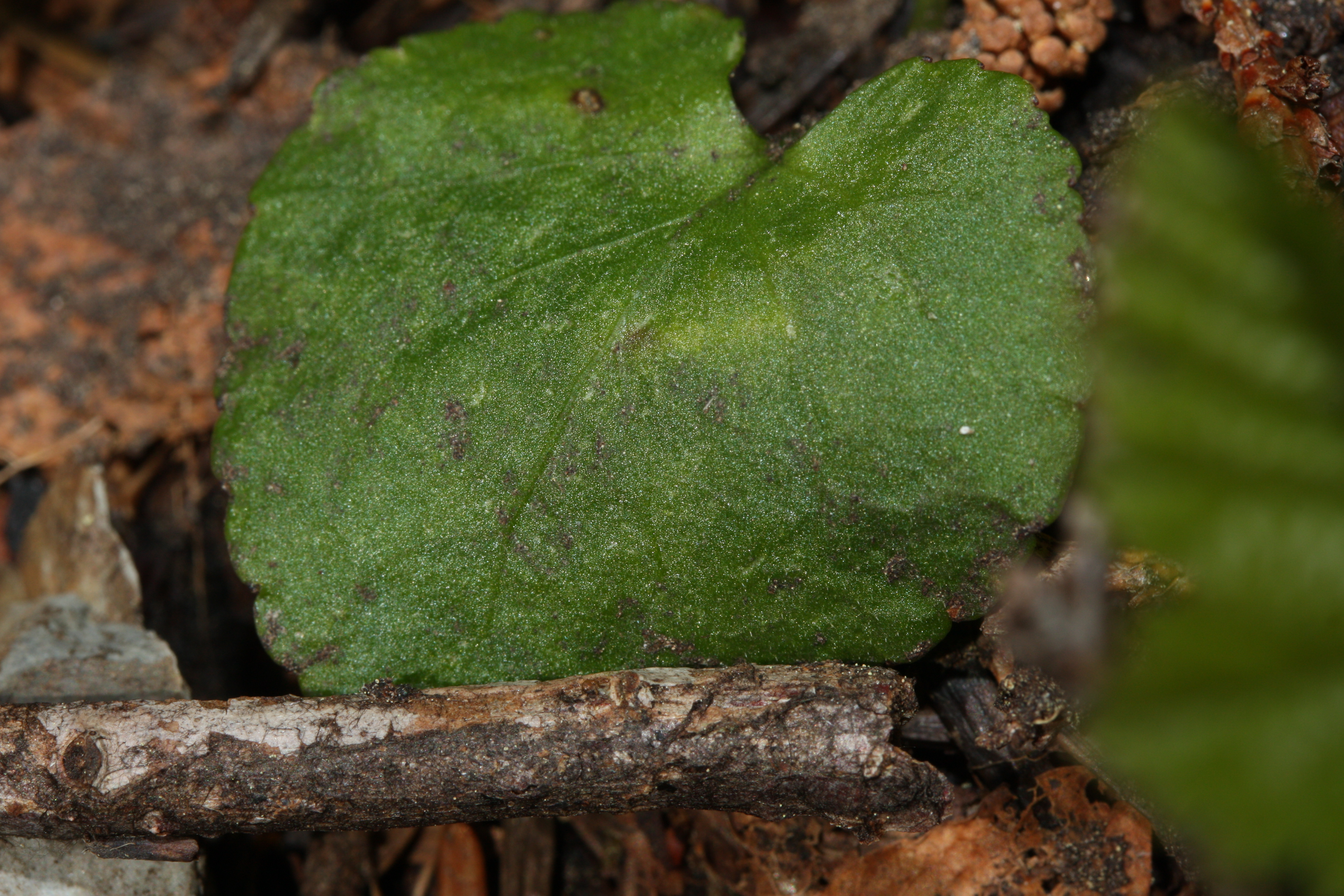